# Gailene Stock

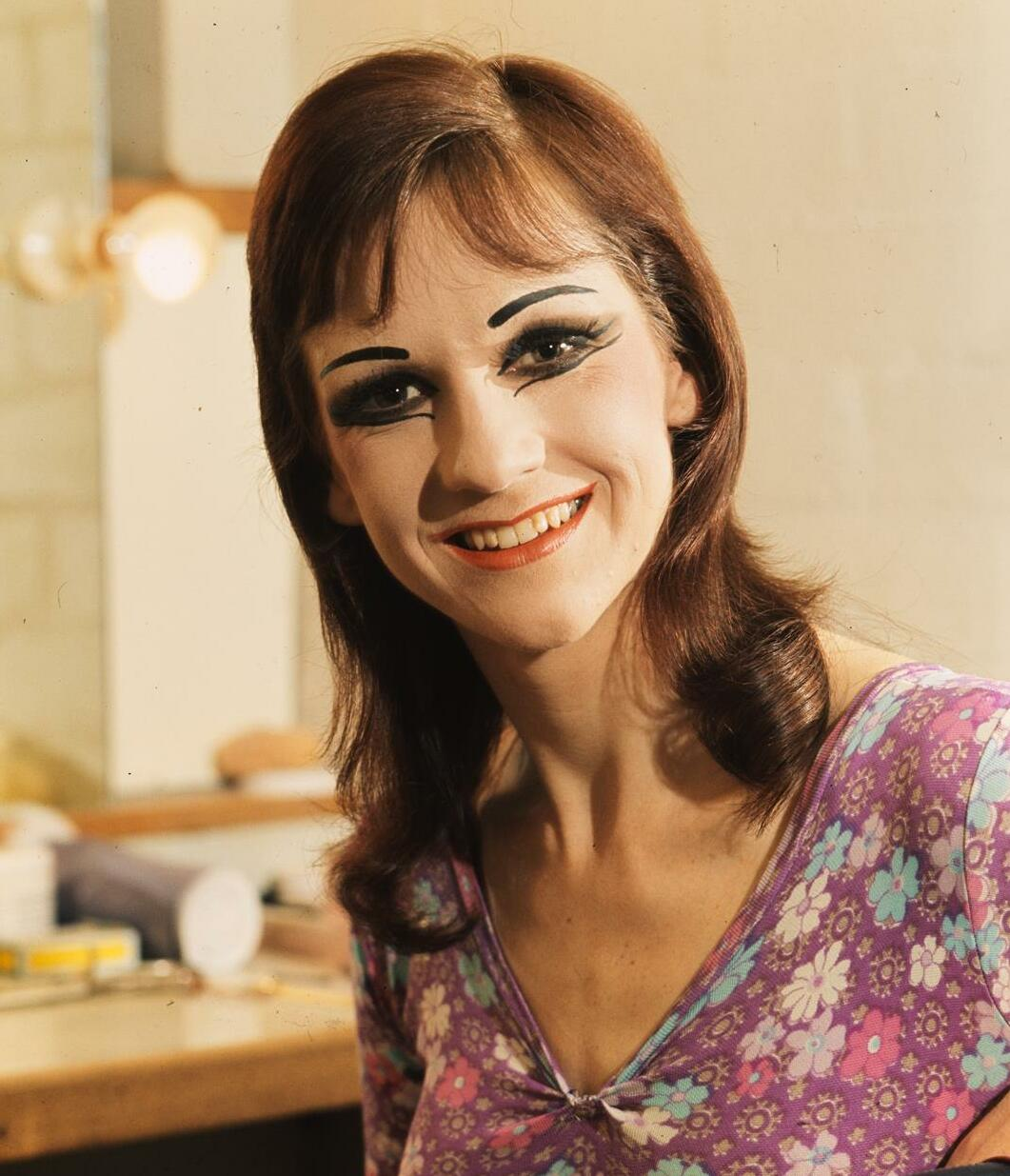
Gailene Stock (1973)

Gailene Patricia Stock-Norman (* 28. Januar 1946 in Melbourne; † 29. April 2014 in London) war eine australische Balletttänzerin und Tanzpädagogin.

## Karriere
Nach einer Ballettausbildung in Australien besuchte Stock mit einem Stipendium der Royal Academy of Dance die Royal Ballet Upper School. Sie war Solotänzerin des The Australian Ballet, des National Ballet of Canada und des Royal Winnipeg Ballet und trat in zahlreichen klassischen und modernen Werken unter Choreographen wie John Butler („Sebastian“) und Antony Tudor („Pillar of Fire“ und „The Divine Horsemen“) auf.
Nach ihrer aktiven Laufbahn als Tänzerin war Stock acht Jahre lang Direktorin der National Theatre Ballet School in Victoria und leitete neun Jahre die Australian Ballet School. 1999 wurde sie Direktorin der Royal Ballet School in London. Daneben wirkte sie als Jurorin bei verschiedenen internationalen Ballettwettbewerben und als Präsidentin des Prix de Lausanne und des Youth America Grand Prix. 1997 wurde sie für ihre Verdienste um das Ballett mit dem Order of Australia ausgezeichnet.